# 정성화
정성화(1975년 1월 2일~)는 대한민국의 배우이다.

## 생애
1993년부터 연극 배우로 활동하였고, 1994년 SBS 3기 공채 개그맨으로 데뷔하였다.
2001년부터는 뮤지컬 배우로 활동하고 있다. 뮤지컬 《영웅》의 안중근과 《레미제라블》의 장발장을 연기하며 남우주연상을 수상하였다.

## 학력
- 인천대건고등학교 졸업
- 서울예술대학교 연극과
- 한세대학교 공연예술학과 2014학번 재학 중

## 출연 작품

### 드라마 & 시트콤
- 2010년 KBS 2TV 단막극 《드라마 스페셜 - 보라색 하이힐을 신고 저승사자가 온다》 ... 김영웅 역
- 2010년 MBC 수목미니시리즈 《개인의 취향》 ... 노상준 역
- 2009년 KBS 2TV HD 수목드라마 《경숙이, 경숙 아버지》 ... 박남식 역
- 2008년 KBS 2TV 단막극 《드라마시티 - 바람이 분다》 ... 기석 역
- 2005년 KBS 2TV 아침드라마 《위험한 사랑》 ... 김정태 역
- 2004년 MBC 소설극장 《열정》
- 2003년 SBS 일일드라마 《흥부네 박터졌네》 ... 차대수 역
- 2002년 MBC 월화미니시리즈 《현정아 사랑해》 ... 고기찬 역
- 2002년 SBS 청춘시트콤 《오렌지》
- 2002년 KBS 2TV 일일시트콤 《동물원 사람들》 ... 정성화 역
- 2002년 MBC 단막극 《베스트극장 - 피리부는 사나이》
- 2001년 MBC 단막극 《베스트 극장 - 내 아내는 강력계》
- 2001년 SBS 설날특집 《웰컴MR.코미디》
- 2000년 KBS 2TV 인터넷 일일시트콤 《떴다! 고도리》
- 2000년 SBS 청춘시트콤 《@골뱅이》
- 1999년 SBS 청춘시트콤 《행진》
- 1999년 SBS 일요드라마 《카이스트》 ... 정만수 역
- 1998년 MBC 청춘시트콤 《남자 셋 여자 셋》
- 1997년 KBS 2TV 미니시리즈 《내 안의 천사》

### 영화
- 2024년 《도그데이즈》 ... 선용 역
- 2022년 《영웅》 ... 안중근 역
- 2019년 《알라딘》 ... 지니 역 → 한국어 더빙 역
- 2016년 《스플릿》 ... 두꺼비 / 두중오 역
- 2016년 《탐정 홍길동: 사라진 마을》 ... 여관주인 역
- 2015년 《서부전선》 ... 연대장 역
- 2015년 《위험한 상견례 2》 ... 취객 역
- 2014년 《해적: 바다로 간 산적》 ... 박모 역
- 2013년 《창수》 ... 상태 역
- 2012년 《5백만불의 사나이》 ... 무덕 역(우정출연)
- 2012년 《내 아내의 모든 것》 ... 배달원 역(특별출연)
- 2012년 《댄싱퀸》 ... 종찬 역
- 2011년 《히트》 ... 제임스 역
- 2011년 《세상에서 가장 아름다운 이별》 ... 과일 가게 주인 역(특별출연)
- 2011년 《멋진 인생》 ... 정수 역
- 2011년 《위험한 상견례》 ... 운봉 역
- 2010년 《김종욱 찾기》 ... 버스기사 역(우정출연)
- 2009년 《청담보살》 ... 보험사 직원 역(우정출연)
- 2006년 《도마뱀》 ... 준철 역
- 2005년 《오로라 공주》(특별출연)
- 2003년 《황산벌》 ... 문디 역
- 2001년 《아미지몽》 ... 세미 역

### 뮤지컬
- 《영웅》(2022~2023년) - 안중근 역
- 《그날들》 (2020년) - 정정학 역
- 《킹키부츠》(2018년) .... 롤라역
- 《레베카》(2017년) ... 막심 드 윈터 역
- 《영웅》(2017년) ... 안중근 역
- 《킹키부츠》 (2016년) ... 롤라(Lola)역
- 《레미제라블》(2015년~2016년) ... 장발장역
- 《영웅》(2015년) ... 안중근 역
- 《맨 오브 라만차》(2013년~2014년) ... 세르반테스 / 돈키호테 역
- 《레미제라블》(2012년~2013년) ... 장발장 역
- 《라카지》(2012년) ... 앨빈 (마담 자자) 역
- 《영웅》(2010년~2011년) ... 안중근 역
- 《스팸어랏》(2010년) ... 아더왕 역
- 《맨 오브 라만차》(2010년) ... 세르반테스/ 돈키호테 역
- 《영웅》(2009년) ... 안중근 역
- 《기쁜 우리 젊은 날》(2009년) ... 영민 역
- 《형제는 용감했다》(2008년~2009년) ... 석봉 역
- 《맨 오브 라만차》(2008년) ... 세르반테스 돈키호테 역
- 《굿바이걸》(2008년) ... 앨리엇 가필드 역
- 《라디오스타》(2008년) ... 박민수 역
- 《맨 오브 라만차》(2007년) ... 세르반테스 돈키호테 역
- 《올슉업》(2007년) ... 데니스 역
- 《컨페션》(2006년) ... 작곡가 이주현 역
- 《아이 러브 유》(2004년~2006년) ... 남자1 역
- 《바리》(2002년)
- 《효녀심청》(2002년)
- 《풋루스》(2002년)
- 《김구》(2001년)
- 《동네방네 나팔불고》(2001년)
- 《가스펠》(2000년) ... 부처역
- 《넌센스》(1998년)
- 《방황하는 별들》(1995년)

### 연극
- 《거미 여인의 키스》(2011년) ... 몰리나 역

### 예능
- 《나만 믿고 따라와, 도시어부》(채널A, 2018년) 65, 66회 게스트(황치열과 동반 출연)
- 《내 생애 단 하나의 기억 - 천국사무소》(SBS, 2017년)
- 《수요미식회》(tvN, 2016년)
- 《무한도전》(MBC, 2016년) 473회, 480회 ~ 482회, 513회 게스트
- 《김제동의 톡투유 - 걱정 말아요! 그대》(JTBC, 2015년)
- 《SNL 코리아 시즌 5》(tvN, 2014년)
- 《불후의 명곡 전설을 노래하다》(KBS2, 2013년)
- 《이야기쇼 두드림》(KBS2, 2013년)
- 《라디오스타》(MBC, 2012년)
- 《SBS 컬처클럽》(SBS, 2010년)
- 《신동엽, 신봉선의 샴페인》(KBS2, 2009년)
- 《해피투게더 시즌 3》(KBS2, 2009년)
- 《박중훈쇼 대한민국 일요일 밤》(KBS2, 2009년)
- 《노벨의 식탁》(KBS2, 2006년)
- 《TV 문화지대》(KBS1, 2004년)
- 《김용만 신동엽의 즐겨찾기》(SBS, 2004년)
- 《행복주식회사》(MBC, 2004년)
- 《찾아라! 맛있는 TV》(MBC, 2004년)
- 《스타 집현전》(KBS2, 2002년)
- 《생방송 토커넷쇼》(SBS, 2000년)
- 《좋은 친구들》(SBS, 1994년)
- 《기쁜 우리 토요일》(SBS, 1994년)

### 뮤직비디오
- 틴틴파이브 - 청춘

## 음반

### OST
- 《뮤지컬 영웅》(2009년)
  - 〈영웅〉
  - 〈그날을 기약하며〉
- 《뮤지컬 기쁜 우리 젊은날》(2009년)
  - 〈그대여서〉
  - 〈기쁜 우리 젊은날〉
  - 〈그대여서 (Inst.)〉
  - 〈기쁜 우리 젊은날 (Inst.)〉
  - 《알라딘》알리왕자

## 광고
- 1999년 KT 원샷018
- 1999년 배스킨라빈스
- 2000년 농심 애콘
- 2002년 개운한 새우탕면

## 홍보대사
- 2008년 제2회 더 뮤지컬 어워즈 홍보대사

## 수상
- 2017년 제1회 한국뮤지컬어워즈 남우주연상 《킹키 부츠》
- 2014년 제9회 골든티켓어워즈 뮤지컬 남자배우상 《레 미제라블》
- 2013년 제19회 한국뮤지컬대상 남우주연상 《레 미제라블》
- 2013년 제7회 더 뮤지컬 어워즈 남우주연상 《레 미제라블》
- 2012년 제1회 서울뮤지컬페스티벌 예그린 어워즈 배우가 뽑은 배우 상
- 2012년 제1회 서울뮤지컬페스티벌 예그린 어워즈 스탭이 뽑은 배우 상
- 2012년 제1회 서울뮤지컬페스티벌 예그린 어워즈 연기예술부문 남우주연상《영웅》
- 2011년 제2회 서울문화예술대상 뮤지컬 대상
- 2010년 제16회 한국뮤지컬대상 남우주연상 《영웅》
- 2010년 DIMF 올해의 스타상 《맨 오브 라만차》
- 2010년 제4회 더 뮤지컬 어워즈 남우주연상 《영웅》
- 2006년 DIMF 남우신인상 《아이러브유》